# Georges-Auguste Louis

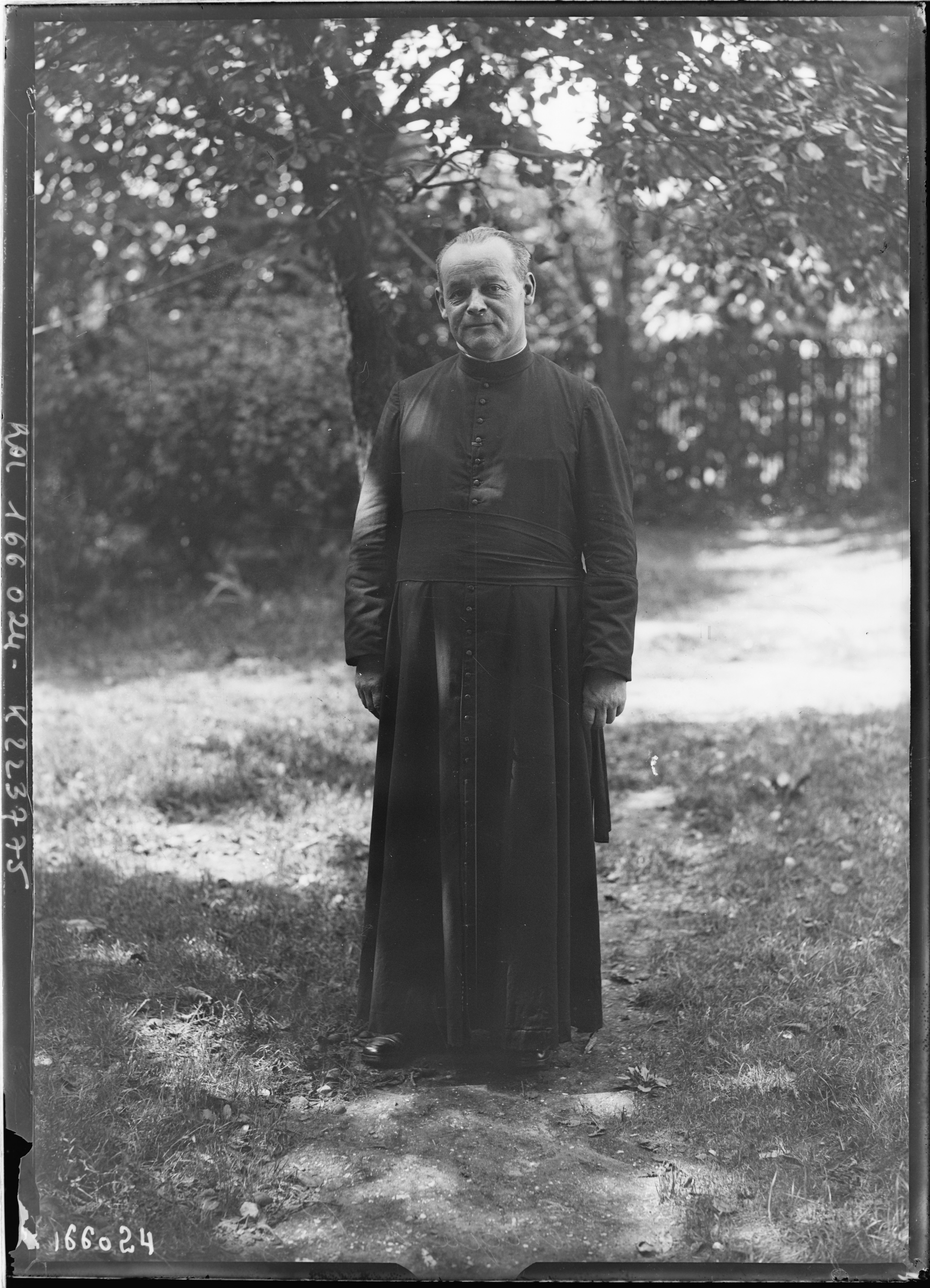
Bischof Louis (1932)

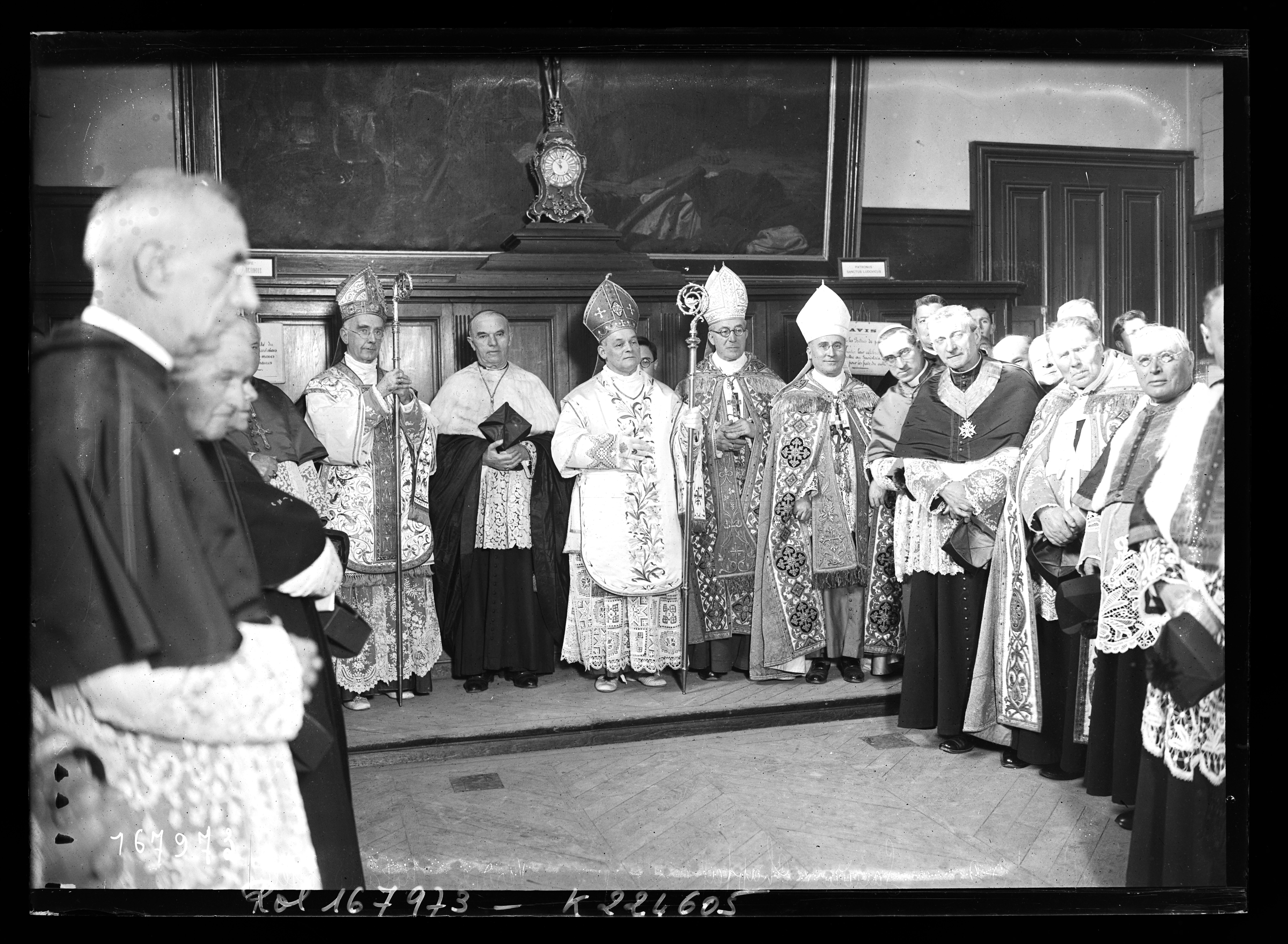
Bischof Louis (dritter Bischof von rechts; neben ihm, ohne Bischofshut, Kardinal Verdier)

Georges-Auguste Louis (* 29. Oktober 1882 in Livry-Gargan; † 30. Dezember 1967) war ein französischer römisch-katholischer Geistlicher und Bischof.

## Leben
Georges-Auguste Louis wuchs unweit Paris im Bistum Versailles als Sohn eines Schmieds auf. Er wurde Sulpizianer und 1907 zum Priester geweiht. Im Ersten Weltkrieg war er dekorierter Soldat. Dann wurde er Pfarrer in Houilles. Von 1932 bis 1965 war er Bischof von Périgueux. Er starb 1967 im Alter von 85 Jahren als Titularerzbischof von Mimiana.
In der Zeit zwischen 1940 und 1944 stand er Pétain nahe, legte sich aber mit dessen Finanzminister Yves Bouthillier (1901–1977) an und half beim Verstecken zahlreicher Juden.